# Ariamnes schlingeri
Ariamnes schlingeri là một loài nhện trong họ Theridiidae.
Loài này thuộc chi Ariamnes. Ariamnes schlingeri được H. Exline & Herbert Walter Levi miêu tả năm 1962.